# Лучник, Николай Викторович
Никола́й Ви́кторович Лучник (3 января 1922, Ставрополь — 5 августа 1993) — советский генетик, биофизик, радиобиолог, филателист. Один из крупнейших мировых учёных в области радиационного мутагенеза и генетики человека.

## Биография

### Детство и юность
Родился 3 января 1922 года в Ставрополе в семье энтомолога Виктора Николаевича Лучника.
В 1939 году поступил на механико-математический факультет Московского государственного университета, но вскоре перевёлся на биологический факультет МГУ.

### Участие во Второй мировой войне, оккупация в Ставрополе, репрессии
В 1942 году в условиях идущей Второй мировой войны был призван в Красную Армию и отправлен в Иран солдатом 166 отдельного миномётного дивизиона; несколько позже стал командиром артиллерийского расчёта. По приказу командования Западного фронта был уволен в запас по месту жительства, в Ставрополь, где вскоре оказался на оккупированной немцами территории. После освобождения Ставрополя советскими войсками был по ложному доносу осуждён военным трибуналом Северо-Кавказского военного округа и приговорен к 10 годам исправительно-трудовых лагерей и 5 годам ссылки.

### Исправительно-трудовой лагерь,Лаборатория «Б»
В лагерных условиях продолжил самообразование, пользуясь книгами и учебниками, присылаемыми с воли матерью. Там же занялся теоретическими разработками строения атомного ядра и начал читать в лагере лекции об атомной бомбе. Научные успехи заключённого были замечены лагерным начальством, и в ноябре 1947 года он был переведён на Урал, на объект 0215 (другое название — Лаборатория «Б») — фактически научно-исследовательский институт из двух отделов. Отдел радиационной химии объекта возглавлял Сергей Андреевич Вознесенский, отдел биофизики, в котором работал Лучник, — Николай Владимирович Тимофеев-Ресовский. В 1949 году на работу в лабораторию приехала Надежда Алексеевна Порядкова, ставшая вскоре женой Лучника.
В 1951 году Лучник впервые в мире исследовал выход хромосомных аберраций в зависимости от времени после облучения и открыл явление репарации вызываемых радиацией повреждений хромосом у высших организмов. Фактически он установил, что облучённые клетки не всегда погибают и с течением времени могут восстанавливаться. Это открытие, занесённое в государственный реестр под № 277, стало основополагающим для возникновения и развития лучевой терапии.
В условиях запрета на генетические исследования начал заниматься поисками противолучевых средств в опытах на животных. Впервые в мире открыл возможность снижения смертности млекопитающих посредством воздействия на них после облучения. Обнаружил и исследовал множество противолучевых средств и создал их классификацию. Исследовал закономерности вымирания облучённых животных во времени и открыл пики смертности, соответствующие разным конечным причинам гибели.
В конце 1950-х — начале 1960-х годов занимался разработкой статистических методов расшифровки генетического кода и первым в мире опубликовал результаты полной расшифровки генетического кода.
В 1956 году в статье «Алкоголь и ионизирующая реакция» опубликовал результаты серии опытов, согласно которым этиловый спирт имеет значительный защитный эффект от радиоактивного заражения.
Время, проведённое в лагере и в Лаборатории «Б», описал в главе «Из ада в почтовый ящик» неопубликованной автобиографической повести. Был реабилитирован в 1962 году.

### Реабилитация, Институт медицинской радиологии
11 апреля 1961 года директор Института медицинской радиологии АМН СССР в Обнинске Г. А. Зедгенидзе предложил Лучнику организовать и возглавить в институте лабораторию медицинской генетики. В 1963 году Лучник эту лабораторию возглавил и затем стал руководителем отдела радиационной биофизики.
Под руководством Лучника были проведены исследования закономерностей и механизма действия радиации на наследственный аппарат в клетках человека и модельных объектов. В результате исследований чувствительности клеток к радиации на разных стадиях митотического цикла было экспериментально доказано, что ведущей причиной вариаций радиочувствительности является разная степень репарации, то есть восстановления радиационных повреждений. Исследования велись с применением методов молекулярной цитогенетики на клетках человека, животных и растений.
В 1970 году Лучник предложил гипотезу о существовании в митотическом цикле двух ранее неизвестных стадий межмолекулярной проверки (восстановления, ДНК), во время которых определяется судьба первичных генетических повреждений. Эти стадии предшествуют известным стадиям репликативного синтеза и митоза. Результаты этих исследований создали новые возможности для разработки более современных методов комбинированной терапии злокачественных опухолей (с применением радиации и цитостатиков).
В 1967—1973 годах Лучник исследовал природу хромосомных мутаций в раковых клетках, установив, что все или почти все клетки раковой опухоли имеют скрытые повреждения генетических структур. Этот вывод до сих пор практически не осмыслен в онкологии — при том, что мог бы стать основополагающим в раскрытии механизма онкогенеза и вывести на принципиально новый подход к терапии путём избирательного уничтожения раковых клеток с помощью проявителей скрытых повреждений генетического аппарата.
В 1976 году в лаборатории Лучника были начаты исследования действия радиации на закономерности репликации хромосом. Проведённые опыты доказали, что при нормальной репликации хромосом изометки не образуются, но возникают при повреждении этого процесса радиацией. Это открытие имеет практическое значение для тестирования мутагенов — онкогенов внешней среды, а в перспективе — для усовершенствования методов генной инженерии.
В последние годы лабораторией Лучника были проведены исследования влияния малых доз радиации на клетки человека. В совместных с Севанькаевым опытах на лимфоцитах человека были обнаружены ранее неизвестные аномальные эффекты при малых дозах облучения. Эти результаты имеют практическое значение для точной оценки генетической опасности при профессиональных облучениях и ситуациях, возникающих после радиационных катастроф (например, после Чернобыльской аварии).
Также Лучник установил закономерности биологического действия нейтронов, что позволило клиницистам Института медицинской радиологии разработать методы гамма-нейтронного облучения при лечении опухолей.
Исследовал явление псевдомутогенеза, имеющее большое значение для профилактики населения от действия потенциальных мутагенов-канцерогенов, попадающих в среду обитания человека. Предложил создать новую науку, объединяющую изучение факторов внешней и внутренней среды как потенциальных мутагенов-канцерогенов, в которой радиационная генетика была бы одним из разделов.
Автор 250 научных публикаций. Написал две научно-популярные книги — о генетике («Почему я похож на папу») и радиобиологии («Невидимый современник»).
Член Национальной комиссии по радиационной защите, редактор отдела общей и медицинской генетики Большой медицинской энциклопедии, член редколлегии журналов Радиобиология и Mutation Research (Нидерланды).
Энциклопедист, обладающий широкими знаниями о науке, искусстве, политике. Автор философско-религиозных статей. Поэт.
Филателистическая коллекция Лучника была неоднократным победителем международных выставок. Около 30 лет дружил с другим известным филателистом — Олегом Агафоновичем Фаберже, сыном ювелира.

### Семья
- Прадед — Андрей Росляков. Принадлежал к дворянскому роду Росляковых. В 1863 году за участие в реформе 1861 года был пожалован императором грамотой и особым знаком.
- Родители:
  - Отец — Виктор Николаевич Лучник (1892—1936), российский и советский энтомолог. Открыл и описал более 200 видов насекомых.
  - Мать — Мария Васильевна Лучник.
- Жена — Надежда Алексеевна Порядкова.
- Дети:
  - Андрей Николаевич Лучник, биолог. Доктор биологических наук.
  - Игорь Николаевич Лучник. Оптика и спектроскопия
- Внуки:
  - Алексей Игоревич Лучник, бизнесмен.
  - Ольга Игоревна Лучник.

### Память
- На доме в Обнинске, где жил Н. В. Лучник, установлена памятная доска.
- Н. В. Лучник похоронен на Кончаловском кладбище в г. Обнинске.[6]

### Некоторые труды Николая Лучника

#### Монографии
- Биофизика цитогенетических повреждений и генетический код — Л.: Медицина, 1968. — 296 с.

#### Научно-популярные книги
- Почему я похож на папу. — 2-е изд., доп. — М.: Молодая гвардия, 1969. — 333 с.
- Невидимый современник. — М.: Молодая гвардия, 1968. — 254 с. (серия Эврика).

#### Статьи
- Образование аббераций хромомсом при облучении клеток на разных стадиях митотического цикла // Радиобиология. 1973. Т. 13, Вып. 2, С. 163-177.

#### Другое
- Лучник Н. В. Из ада в почтовый ящик (автобиографическая повесть) // Вечерний Обнинск. — 1997.
- Лучник Н. В. Вторая игра (мемуары учёного) — М.: Компания Спутник+, 2002.

### О Николае Лучнике
- Рамодина Е. И. Николай Викторович Лучник // Обнинский краеведческий сборник: Материалы научной конференции, посвящённой 30-летию Музея истории города Обнинска / Музей истории города Обнинска. — Обнинск: Принтер, 1996. — С. 25—30.